# Neotominae
Neotominae é uma subfamília de roedores predominantemente norte-americanos, que contêm 16 gêneros e 124 espécies.

## Classificação
- Subfamília Neotominae Merriam, 1894
  - Tribo Baiomyini Musser & Carleton, 2005
    - Gênero Baiomys True, 1894
    - Gênero Scotinomys Thomas, 1913

  - Tribo Neotomini Merriam, 1894
    - Gênero Neotoma Say & Ord, 1825
    - Gênero Xenomys Merriam, 1892
    - Gênero Hodomys Merriam, 1894
    - Gênero Nelsonia Merriam, 1897

  - Tribo Ochrotomyini Musser & Carleton, 2005
    - Gênero Ochrotomys Osgood, 1909

  - Tribo Peromyscini Hershkovitz, 1966 (=Reithrodontomyini)
    - Gênero Peromyscus Gloger, 1841
    - Gênero Reithrodontomys Giglioli, 1874
    - Gênero Onychomys Baird, 1857
    - Gênero Neotomodon Merriam, 1898
    - Gênero Podomys Osgood, 1909
    - Gênero Isthmomys Hooper & Musser, 1964
    - Gênero Megadontomys Merriam, 1898
    - Gênero Habromys Hooper & Musser, 1964
    - Gênero Osgoodomys Hooper & Musser, 1964